# Merionoeda lombokiana
Merionoeda lombokiana es una especie de insecto coleóptero de la familia Cerambycidae. Estos longicornios son endémicos de la isla de Lombok (Indonesia).
Mide entre 7,5 y 9,4 mm, estando activos los adultos en noviembre.